# Trichosophroniella rotschildi
Trichosophroniella rotschildi là một loài bọ cánh cứng trong họ Cerambycidae.